# Следствие ведут Колобки (мультфильм, 1987)
«Сле́дствие веду́т Колобки́» — советский мультфильм, созданный режиссёрами Александром Татарским и Игорем Ковалёвым на ТО «Экран».
Состоит из двух частей (четырёх серий).
Первая часть была выпущена в 1986 году, а вторая часть — в 1987 году.
Название мультфильма пародирует название популярного цикла советских детективных телефильмов «Следствие ведут ЗнаТоКи».
В дальнейшем персонажи этого мультфильма братья Пилоты Шеф и Коллега активно используются студией «Пилот», в частности, в проекте «Чердачок Фруттис» и «Академия Собственных Ашибок».

## Сюжет
Иностранный контрабандист Карбофос (немец, с характерным акцентом), приехавший в город Бердичев (в самом мультфильме его все называют Энском) под видом туриста, похищает из зоопарка редкого полосатого слона по кличке Балдахин. Сам слон когда-то принадлежал ему, однако сбежал от него, не выдержав побоев и издевательств. За дело берутся знаменитые братья-сыщики Колобки, Шеф и Коллега. Сам Карбофос пытается вывезти Балдахина за границу и обманным путём получает справку в сувенирном магазине о том, что фарфоровый слон принадлежит ему; получив справку за фарфорового слона, Карбофос саму статуэтку разбил на месте. Однако на аэродроме, откуда хочет улететь Карбофос со слоном, появляются сами Колобки. Карбофос хочет затолкать слона в самолёт и бьёт его палкой. В это время сыщики переманивают Балдахина его любимым рыбьим жиром и трубят на трубе, отчего слон идёт к братьям, скидывая с себя бывшего хозяина. Но Карбофос также пытается переманить слона музыкой на флейте, отчего он теряет волю и возвращается. Карбофос начинает запихивать Балдахина в самолёт. Тут Шеф стреляет присоской из своего револьвера в табуретку на спине Карбофоса и начинает тянуть на себя, но злодей отрезает табуретку ножницами, и Шефа отбрасывает далеко от контрабандиста. В последний момент, по неизвестной причине, слуга Карбофоса переходит на сторону сыщиков, обстреливая своего хозяина воздушными шариками из пулемёта. Злодей улетает в небо, а Братья Колобки вместе со слугой и слоном идут по городу.

## Создатели
- Автор сценария: Эдуард Успенский
- Режиссёры: Александр Татарский, Игорь Ковалёв
- Художники-постановщики: Ольга Охримец (1 и 2 серии), Александр Татарский, Игорь Ковалёв (3 и 4 серии)
- Композитор: Юрий Чернавский
- Оператор: Иосиф Голомб
- Звукооператор: Олег Соломонов
- Художники-мультипликаторы: Владлен Барбэ, Андрей Свислоцкий, Дмитрий Наумов, Сергей Шрамковский, Евгений Делюсин, Алла Юрковская
- Роли озвучивали:

Леонид Броневой — Шеф (1 и 2 серии)
Михаил Евдокимов — Шеф (3 и 4 серии)
Алексей Птицын — Коллега
Станислав Федосов — Карбофос / слуга Карбофоса / слон Балдахин / Горилла / директор зоопарка / сторож Панкратов / продавец хлама / кассир / таможенник
Анна Шатилова — Рассказчица / Оператор телефона
- Художники: Наталия Грачёва, Юлия Лебедева, Максим Радаев, Валентин Телегин, Анна Юшкина
- Ассистенты: Ирина Доршенко, Екатерина Егорычева, Леонард Кальян
- Монтажёр: Любовь Георгиева
- Редактор: Алиса Феодориди
- Директор: Валерий Токмаков (1 и 2 серии), Игорь Гелашвили (4 и 3 серии)

## Фотогалерея
- Эдуард Успенский, создатель Братьев Колобков (позже ставших Братьями Пилотами)
- Леонид Броневой, голос Шефа

## Награды
Мультфильм получил приз «Золотой кукер» на Всемирном фестивале анимационного кино в Варне в 1987 году.

## Игры
По мотивам мультфильма было создано 8 компьютерных игр:
- Обложка игры «Братья Пилоты: По следам полосатого слона»
- Обложка игры «Братья Пилоты: Загадка атлантической сельди»

| Русское название                               | Украинское название                            | Белорусское название                           | Английское название                                  | Французское название                               | Дата выпуска                                                                   | Жанр   |
| ---------------------------------------------- | ---------------------------------------------- | ---------------------------------------------- | ---------------------------------------------------- | -------------------------------------------------- | ------------------------------------------------------------------------------ | ------ |
| Братья Пилоты: По следам полосатого слона      | Брати Пілоти: Слідами смугастого слона         | Браты Пілоты: Па слядах паласатага слана       | Pilot Brothers: On the Trail of the Striped Elephant | Pilot Brothers: Sur les Traces de L'éléphant Rayé  | 22 сентября 1997 29 октября 1998 5 декабря 1999 12 января 2001 19 февраля 2002 | Квест  |
| Братья Пилоты: Дело о серийном маньяке         | Брати Пілоти: Справа про серійного маніяка     | Браты Пілоты: Справа аб серыйным маньяку       | Pilot Brothers: The Serial Maniac Case               | Pilot Brothers: Le Cas d'un Maniaque en Série      | 2 декабря 1998 9 января 2000 16 февраля 2001 23 марта 2002 30 апреля 2003      | Квест  |
| Братья Пилоты: Обратная сторона Земли          | Брати Пілоти: Зворотний бік землі              | Браты Пілоты: Адваротны бок зямлі              | Pilot Brothers: The Other Side of the Earth          | Pilot Brothers: L'autre Côté de la Terre           | 11 июня 2004 18 июля 2005 25 августа 2006 1 октября 2007 8 ноября 2008         | Квест  |
| Братья Пилоты: Олимпиада                       | Брати Пілоти: Олімпіада                        | Браты Пілоты: Алімпіяда                        | Pilot Brothers: Olympic Games                        | Pilot Brothers: Jeux Olympiques                    | 27 августа 2004 3 октября 2005 10 ноября 2006 17 декабря 2007 24 января 2009   | Аркада |
| Братья Пилоты 3D: Дело об огородных вредителях | Брати Пілоти 3D: Справа про городніх шкідників | Браты Пілоты 3D: Справа аб агародных шкоднікаў | Pilot Brothers 3D: The Garden Pest Case              | Pilot Brothers 3D: Le Cas des Parasites du Jardin  | 22 октября 2004 29 ноября 2005 6 января 2007 13 февраля 2008 20 марта 2009     | Квест  |
| Братья Пилоты 3D: Тайны клуба собаководов      | Брати Пілоти 3D: Таємниці клубу собаківників   | Браты Пілоты 3D: Таямніцы клуба сабакагадоўцаў | Pilot Brothers 3D: Secrets of the Kennel Club        | Pilot Brothers 3D: Secrets du Kennel Club          | 29 апреля 2005 6 июня 2006 13 июля 2007 20 августа 2008 27 сентября 2009       | Квест  |
| Братья Пилоты: Загадка атлантической сельди    | Брати Пілоти: Загадка атлантичного оселедця    | Браты Пілоты: Загадка атлантычнага селядца     | Pilot Brothers: The Mystery of the Atlantic Herring  | Pilot Brothers: L'énigme du Hareng de L'Atlantique | 27 января 2006 3 марта 2007 10 апреля 2008 17 мая 2009 24 июня 2010            | Квест  |
| Братья Пилоты: Догонялки                       | Брати Пілоти: Доганялки                        | Браты Пілоты: Даганялкі                        | Pilot Brothers: Catching-Up                          | Pilot Brothers: Rattrapage                         | 2 марта 2007 9 апреля 2008 16 мая 2009 23 июня 2010 30 июля 2011               | Аркада |

## Версия на английском языке
9 августа 2018 года на YouTube-канале «Советское телевидение. Гостелерадиофонд России» была выложена англоязычная версия мультфильма.